# 鰻の幇間
『鰻の幇間』（うなぎのたいこ）は、古典落語の演目の一つ。作者不詳の、いわゆる「間抜け落ち」の落とし話。主に東京で広く演じられる。
幇間、またはたいこ持ちとは、酒席や遊興の場で顧客に同席し、口先や即席芸でお座敷を盛り上げ、客を楽しませ、ご祝儀や飲食費をもらって生活する職業である。幇間は置き屋に所属する者と、自分の人脈で顧客を掴まなくてはならない全くの私営業者があり、後者を「野だいこ」と称した。本編は野だいこのひとりの失敗談を通じ、聴衆の笑いを誘いながら、顧客に媚びへつらわなくてはならない幇間の悲哀を描いている。
明治中期ごろに東京の初代柳家小せんが得意にし、昭和期には8代目桂文楽、5代目古今亭志ん生、8代目三笑亭可楽、5代目（自称3代目）春風亭柳好、6代目三遊亭圓生などの持ちネタとして知られた。興津要はそれらの演者について、「文楽は悲喜劇として演じ、志ん生は喜劇として演じている」、元幇間の柳好については「自然体でもっとも幇間に近い」と評した。
上方では、4代目桂春団治が改作し演じている。

## あらすじ
ある夏の日、野だいこの一八(いっぱち)は昼飯にありつこうと客をたずね回るが、夏の昼間は座敷の客入りが少ないためうまくいかない。通りへ出た一八は、むこうからやってくる男の姿を見て、どこかで会ったことがあるのではないかという曖昧な記憶を頼りに「旦那! しばらくぶりです、その節は……」と言いよる。言葉をかわすとどうやら相手は自分を知っているらしい。一八は彼を顧客のひとりと思いこむ。
男は一八を近くの鰻屋へと誘う。一八は喜んでついて行くが、連れて行かれたのは路地裏のうすぎたない鰻屋で、店の者も気が利かない。
二階の座敷で蒲焼を肴に酒を飲みながら、一八は男がどこの誰だったか思いだそうとしてあれこれ探りをいれるが、男はのらくらとはぐらかす。男は鰻を食べ終わると便所へ行くと言って席を立ったきり戻ってこない。気になった一八が便所をのぞくと誰もいない。一八は、自分に気をつかわせないよう先に勘定を済ませて帰ったのだろうとひとり合点し、なんて粋な旦那だろう、自分も運が向いてきたぞと喜ぶ。
ところが、座敷に戻った一八が残った鰻を食べていると店の者が勘定を取りに来るので一八はびっくりする。連れの男は「座敷に残っているのが旦那で、自分は旦那のお供だ、勘定は旦那からもらってくれ」と店の者をだまして先に出てしまったのだった。だまされて支払いを押しつけられたことに気がついた一八は店の者に対して、店が汚い、蒲焼が硬すぎる、添えられた漬物もまずいなど、あれこれ文句をつけた上で渋々金を支払うことにする。しかし勘定が二人前にしてはやけに高い。一八がただすと「お連れさんがお土産を六人前包んで持って帰りました」。あきれ返った一八が金を払って帰ろうとすると上等な自分の下駄がない。店の者に尋ねると「あれでしたらお連れさんが履いていかれました」。

## バリエーション
ラストのやり取りを追加し、男の履物を手に入れることを思いついた一八が「じゃあ、あいつが履いてきたのを出してくれ」と言い、店員が「それも風呂敷に包んで持って行きました」と答える、という演じ方がある（5代目志ん生など）。
「一八をだました男は一体誰だったのか」ということが時に問題にされる。
春風亭一之輔は酒も鰻もまずいとした上で、それでも連れの男がまずい「鰻を三人前持ち帰った」ことを落ちにつなげている。